# Телескопія
Телескопія (також контамінація, словозлиття, вставне словоутворення, портманто) — спосіб утворення нових слів, при якому нове слово виникає зі злиття повної основи одного слова зі скороченою основою іншого або ж зі злиття скорочених основ двох слів. Більшість неологізмів, утворених у такий спосіб, відносяться до сленгу або мають ситуативний характер, тобто їхнє значення неможливо визначити поза певним контекстом. Тому слова утворені за допомогою телескопії не часто фіксують у словниках.
Телескопія іноді використовується як художній засіб у художніх творах (особливо поезії), у цьому випадку можна казати про авторські неологізми. Телескопія часто зустрічається у мові малих дітей.
Окрім слів, способом портманто можуть утворюватися словосполучення: наприклад, назва фільму «Аромат кохання» (Love Hard) утворений із назв фільмів «Реальна любов» (Love Actually) та «Міцний горішок» (Die Hard).

## Телескопія у різних мовах

### В українській мові
Приклади українських слів, утворених телескопією:
- алкоголік + космонавт → алконавт
- погроза + пропозиція → погрозиція

### В англійській мові
В англійській мові телескопія використовується дуже часто порівняно з українською. Деякі англійські неологізми, утворені телескопією, стали загально відомими серед аглофонів та навіть поширилися в інших мовах як мовні запозичення:
- smoke + fog → smog (смог)
- motorist + hotel → motel (мотель)

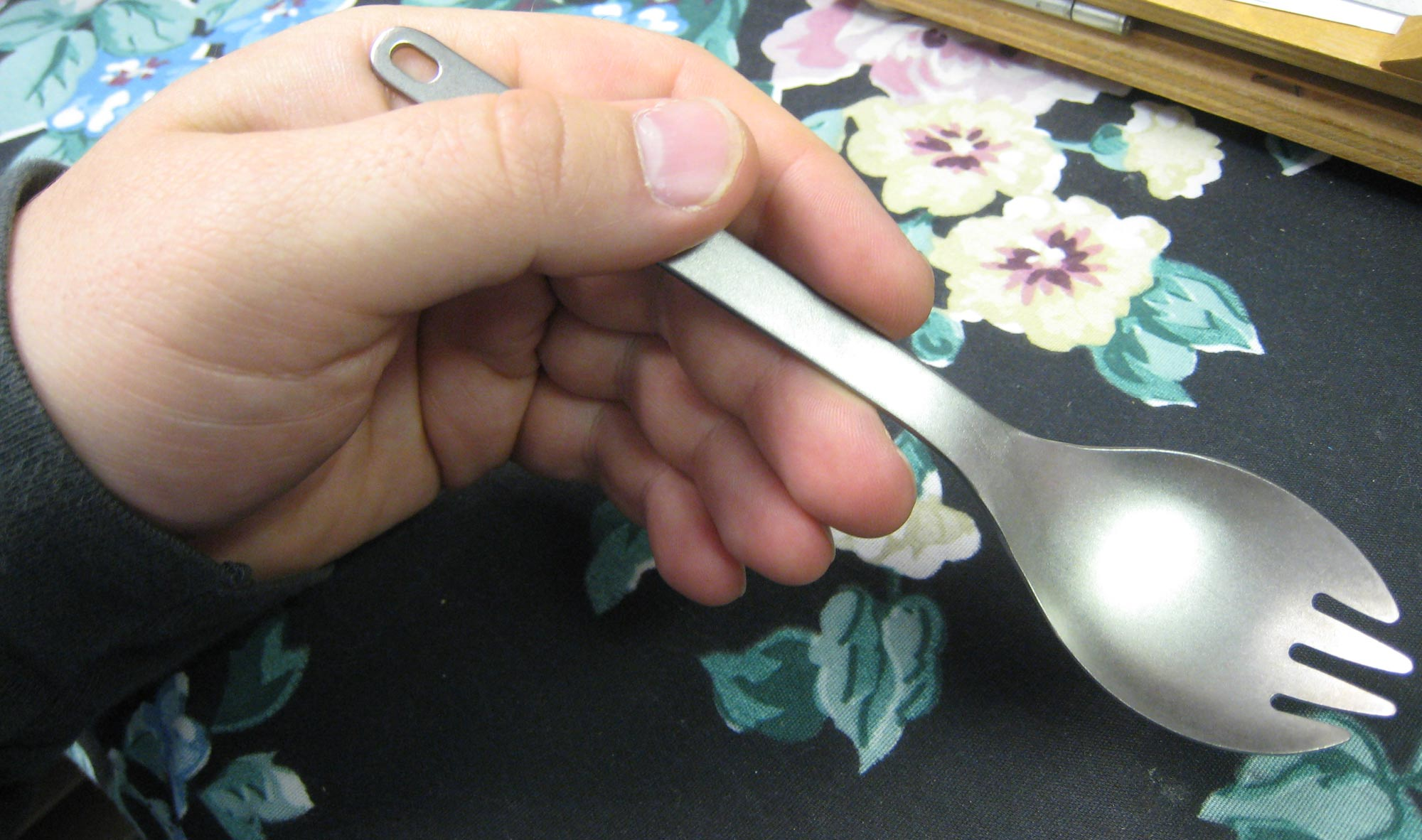
Spork (ложка із зубцями)

Приклади інших англійських слів, утворених телескопією:
- breakfast + lunch → brunch (пізній сніданок або ранній обід)
- spoon + fork → spork (ложка із зубцями)
- annoying + software → annoyware (програмне забезпечення, що дратує)
- jeans + shorts → jorts (шорти із джинсової тканини)

### У французькій мові
У Франції французька мова регулюється Французькою академією, яка впродовж багатьох років має консервативне ставлення до неологізмів, тому в офіційній французькій мові є порівняно мало слів утворених телескопією. Приклади:
- français (французька мова) + anglais (англійська мова) → franglais (французька мова зі значним домішком англіцизмів)
- adulte (доросла людина) + adolescent (підліток) → adulescent (доросла дитина, кідалт)
- partager (ділитися) + logiciel (програмне забезпечення) → partagiciel (умовно-безкоштовне програмне забезпечення)
- clavier (клавіатура) + bavardage (балаканина) → clavardage (невимушене спілкування з використанням клавіатури, текстування)

### В ісландській мові
В Ісладнії на державному рівні впроваджена політика мовного пуризму: Інститут ісландської мови (Íslensk málstöð) створює та впроваджує нові слова для повсякденного вжитку, щоб уникнути слів-запозичень з англійської та інших впливових мов. Нові слова створюються на базі наявних ісландських коренів причому часто використовується телескопія, наприклад
- tala (цифра, число) + völva (провидиця, оракул) → tölva (комп'ютер)